# François de Galiffet de Caffin
Pour les articles homonymes, voir Caffin.
François de Galiffet de Caffin (1666-1746) était un officier militaire en Nouvelle-France. Il a été gouverneur de Trois-Rivières de 1709 à 1720.  

## Biographie
Il est le fils de Pierre de Galiffet, seigneur de Honon et de Marguerite de Bonfils, il est né à Provence et est venu en Nouvelle-France en 1688. En 1689, il fut nommé commandant à Trois-Rivières et, en 1692, il a été maire de Québec. Il a épousé Catherine, fille de Charles Aubert de La Chesnaye en 1697. De 1699 à 1708, Galiffet fut lieutenant de roi à Montréal. En 1705, il reçut la croix de Saint-Louis. En tant que gouverneur de Trois-Rivières, il a rétabli la garnison de la ville. Galiffet a recommandé que le clergé séculier soit chargé de la paroisse, qui était détenue par les Récollets et a été critiquée par le clergé y pour son style de vie scandaleuse. 
Galliffet revient en France en 1720 et se retire à Avignon.

## Référence
1. ↑  « Biographie – GALIFFET DE CAFFIN, FRANÇOIS DE – Volume III (1741-1770) – Dictionnaire biographique du Canada », sur biographi.ca (consulté le 3 octobre 2020).